# Фукусіма (Хоккайдо)

41°29′1″ пн. ш. 140°15′5″ сх. д. / 41.48361° пн. ш. 140.25139° сх. д.
Фукусі́ма (яп. 福島町, ふくしまちょう, МФА: [ɸu̥kuɕima t͡ɕoː]) — містечко в Японії, в повіті Мацумае округу Осіма префектури Хоккайдо. Станом на 1 жовтня 2008 року площа містечка становила 187,23 км². Станом на 31 березня 2017 населення містечка становило 4287 осіб.